# MØ
MØ [mu], pseudonimo di Karen Marie Aagaard Ørsted Andersen (Odense, 13 agosto 1988), è una cantautrice e musicista danese.
È salita alla ribalta nel 2015, dopo aver collaborato vocalmente con il progetto Major Lazer al singolo Lean On. Sempre con i Major Lazer, pubblica nel 2016 un nuovo singolo, in collaborazione con Justin Bieber, intitolato Cold Water e, così come il precedente, capace di registrare un forte successo commerciale a livello globale.
Contestualmente, ha avviato una carriera solista pubblicando nel 2014 l'album in studio di debutto No Mythologies to Follow, a cui ha fatto seguito Forever Neverland nel 2018.

## Biografia

### 1995–2015: gli esordi,No Mythologies to Followe il successo
La cantante aveva solo sette anni quando, grazie a gruppi pop e punk (come Spice Girls e Black Flag) si è avvicinata al mondo della musica. Facendosi notare come membro del duo MOR (progetto musicale avviato con l'amica Josefine Struckman nel 2007), dal 2012 abbandona il duo e percorre la carriera da solista.
MØ, il cui nome in danese significa "fanciulla" o "vergine", ha firmato un contratto con la Sony Music. È stata paragonata da The Guardian ad altri artisti elettropop quali Grimes, Purity Ring e Twin Shadow.
Dopo aver prodotto quattro singoli e l'EP Bikini Daze nel 2013, il 7 marzo 2014 viene pubblicato l'album di debutto No Mythologies to Follow recensito dal sopracitato The Guardian come un disco «complesso, euforico e pieno di ardore guerriero». Complessivamente l'album è stato accolto in maniera molto positiva dalla critica, tanto che il sito di aggregazione di recensioni critiche Metacritic ha dato al progetto un punteggio pari a 76/100 basandosi su 19 opinioni. Al fine di promuovere la nuova musica, la cantante avvia un tour atto a visitare inizialmente l'Europa e gli Stati Uniti d'America fino al mese di giugno, poi esteso anche al Canada nel mese di settembre. Il 2 giugno dello stesso anno, MØ realizza la sua prima apparizione televisiva in territorio statunitense: infatti viene invitata come ospite al celebre programma televisivo Jimmy Kimmel Live!, dove esegue live i brani Don't Wanna Dance e Pilgrim. Nel novembre 2014, trionfa in 4 categoria ai Danish Music Awards: No Mythologies to Follow viene proclamato album dell'anno e, per quanto riguarda sé stessa, la cantante viene eletta miglior cantante solista e miglior artista di svolta dell'anno nel Paese.
Fra il 2014 e il 2015 ha collaborato con illustri artisti: nel singolo Beg for It di Iggy Azalea e nel singolo di successo Lean On del progetto musicale Major Lazer insieme anche a DJ Snake. Il brano, in breve tempo, scala diverse classifiche nel mondo, raggiungendo la vetta in Danimarca, Australia, Finlandia, Irlanda e Nuova Zelanda e permettendo alla cantante di acquisire una maggiore notorietà a livello internazionale. Nello stesso periodo torna a lavorare con Major Lazer: contribuisce a produrre infatti All My Love che vede il featuring di Ariana Grande.

### 2015–presente: collaborazioni eForever Neverland
Il 1º ottobre 2015, è stato annunciato che il primo singolo estratto dall'imminente secondo album in studio di MØ, Kamikaze, prodotto da Diplo, sarebbe stato pubblicato il 15 ottobre dello stesso anno. Il 14 ottobre, ancor prima che la versione digitale fosse resa disponibile, esso ha debuttato in anteprima mondiale su BBC Radio 1 nel Regno Unito, durante la condizione di Annie Mac. Kamikaze si è classificato in Danimarca, il Regno Unito, Australia e Belgio non raggiungendo tuttavia un buon successo.

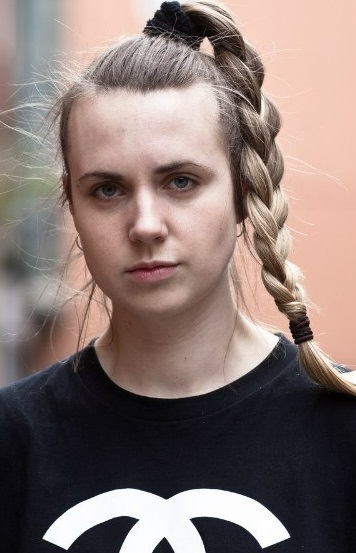
MØ nel 2013

Il 13 maggio 2016, invece, viene pubblicato il brano Final Song come secondo singolo estratto e, come il suo predecessore, è stato presentato per la prima volta nella stessa stazione radiofonica. La canzone è stata scritta assieme alla cantante e compositrice svedese Noonie Bao e al collega britannico MNEK. Accompagnato da un videoclip ufficiale pubblicato il 9 giugno successivo, è divenuto il singolo solista della cantante più commercialmente venduto: è il suo primo, infatti, a raggiungere la quindicesima posizione nella classifica dei singoli britannica. Inoltre, è stato capace di collocarsi entro le prime quaranta posizioni in più di dieci Paesi mondiali.
Il 22 luglio 2016, Major Lazer piazza sul mercato il singolo Cold Water, che vede la collaborazione del canadese Justin Bieber oltre che quella di MØ, la quale si ritrova a lavorare con il gruppo per la quarta volta. Negli Stati Uniti, Cold Water ha debuttato al secondo posto della Billboard Hot 100, diventando la seconda top 10 della cantante dopo Lean On, e anche il suo singolo di più alta classificazione nel Paese. Così facendo, la cantante è stata proclamata come l'unica artista femminile danese e la terza in generale, dopo Jørgen Ingmann e Lukas Graham, a possedere un brano giunto in seconda posizione nella celebre classifica.
Il 7 marzo 2017 viene diffusa la notizia di una collaborazione di MØ con la cantante britannica Charli XCX, intitolata 3AM (Pull Up), contenuta nel mixtape di Charli  Number 1 Angel, pubblicato il 10 marzo dello stesso anno. A un mese di distanza, la cantante danese pubblica un nuovo singolo solista, Nights with You. Tra 2018 e 2019 pubblica svariati altri singoli, realizzando anche alcune collaborazioni tra cui We Are... con Noah Cyrus, nonché il suo secondo album Forever Neverland. Nel maggio 2021 torna in scena dopo un anno e mezzo di pausa col singolo Live to Survive.

## Stile musicale
La musica di MØ è stata descritta come «elettronica dotata di coraggio». NME paragonato il suo lavoro ad un incrocio fra Siouxsie Sioux e Janet Jackson.
Da adolescente, MØ si interessò alla musica punk e ai movimenti antifascisti; da quel momento, iniziò ad ascoltare gruppi come Black Flag, Nirvana, Smashing Pumpkins, Yeah Yeah Yeahs e soprattutto i Sonic Youth, affermando che la loro bassista e frontman Kim Gordon era da lei considerata come «una grande eroina e un modello da seguire.»

## Discografia

### Album in studio
- 2014 – No Mythologies to Follow
- 2018 – Forever Neverland
- 2022 – Motordrome
- 2025 - Plæygirl

## Riconoscimenti
- 2014 – Danish Music Awards
  - Artista danese rivelazione
  - Danese solista
  - Miglior album danese (per No Mythologies to Follow)[27]
  - Miglior video danese (per Walk This Way)
- 2015 – European Border Breakers Awards
  - Artista rivelazione[28]
- 2016 – Billboard Music Awards
  - Miglior canzone Dance/Elettronica (per Lean On)[29]